# Sophia van Bar
Sophia van Bar (ca. 1018 - 21 januari of 21 juni 1093) was de jongste dochter van Frederik II van Lotharingen en Mathilde van Zwaben. Ze werd samen met haar zuster Beatrix geadopteerd door haar tante, keizerin Gisela van Zwaben, en opgevoed aan het keizerlijk hof. Zij was erfgename van Bar en een aantal andere gebieden.

## Biografie
Bij de dood van haar broer Frederik III werden Bar, Mousson, Amance en Sarreguemines en de abdij van Saint-Mihiel toegewezen aan Sophia. Het gaat hier om het zuidelijk deel van het territorium van haar familie. Het domein Bar werd in 1037 veroverd door graaf Odo II van Blois die echter bij Commercy sneuvelde. Sophia kreeg in 1038 de zeggenschap over haar gebieden toen ze trouwde met Lodewijk van Mömpelgard. Met hem kreeg ze zeven kinderen:
- Bruno, jong overleden
- Diederik II
- Lodewijk, overleden na 1080
- Frederik (ovl. 29 juni 1091), heer van Lutzelbourg. Steunde aanvankelijk tegenkoning Rudolf van Rheinfelden. Trok daarna naar Italië en maakte zich verdienstelijk als legeraanvoerder van zijn tante Beatrix en zijn nicht Mathilde van Toscane. Hij trouwde in 1080 te Turijn (stad) met Agnes van Savoie (ca. 1068 - na 1110) en werd markgraaf van Susa. Begraven in de Pauluskerk te Canossa. Na zijn dood werd Agnes non, en veroverde keizer Hendrik IV Toscane en het markgraafschap Susa.
- Mathilde, gehuwd met Hugo van Dagsburg († 1089)
- Sophia, gehuwd met graaf Folmar van Froburg,
- Beatrix († 1092), gehuwd met Berthold I van Zähringen († 1078)[2]

Zij stichtte 1076 een priorij in Laître-sous-Amance. In de stichtingsakte wordt zij commitissa Sophia (gravin Sophia) genoemd.

## Voorouders
| Voorouders van Sophia van Bar | Voorouders van Sophia van Bar                                                  | Voorouders van Sophia van Bar                                                  | Voorouders van Sophia van Bar                                                  | Voorouders van Sophia van Bar                                                  | Voorouders van Sophia van Bar                                                  | Voorouders van Sophia van Bar                                                  | Voorouders van Sophia van Bar                                                  | Voorouders van Sophia van Bar                                                  |
| ----------------------------- | ------------------------------------------------------------------------------ | ------------------------------------------------------------------------------ | ------------------------------------------------------------------------------ | ------------------------------------------------------------------------------ | ------------------------------------------------------------------------------ | ------------------------------------------------------------------------------ | ------------------------------------------------------------------------------ | ------------------------------------------------------------------------------ |
| Overgrootouders               | Frederik I van Lotharingen (912–978) ∞ 954 Beatrix Capet (938-1003)            | Frederik I van Lotharingen (912–978) ∞ 954 Beatrix Capet (938-1003)            | Folmar van Bliesgau (-) ∞ ? (–)                                                | Folmar van Bliesgau (-) ∞ ? (–)                                                | Koenraad I van Zwaben (940-997) ∞ Richlind (~950-1035)                         | Koenraad I van Zwaben (940-997) ∞ Richlind (~950-1035)                         | Koenraad van Bourgondië (922-993) ∞ 964 Mathilde van Frankrijk (943-992)       | Koenraad van Bourgondië (922-993) ∞ 964 Mathilde van Frankrijk (943-992)       |
| Grootouders                   | Diederik I van Lotharingen (965-1027) ∞ 9 Richildis van Metz (ca. 965 - 995)   | Diederik I van Lotharingen (965-1027) ∞ 9 Richildis van Metz (ca. 965 - 995)   | Diederik I van Lotharingen (965-1027) ∞ 9 Richildis van Metz (ca. 965 - 995)   | Diederik I van Lotharingen (965-1027) ∞ 9 Richildis van Metz (ca. 965 - 995)   | Herman II van Zwaben (-1003) ∞ Gerberga van Bourgondië (965–1019)              | Herman II van Zwaben (-1003) ∞ Gerberga van Bourgondië (965–1019)              | Herman II van Zwaben (-1003) ∞ Gerberga van Bourgondië (965–1019)              | Herman II van Zwaben (-1003) ∞ Gerberga van Bourgondië (965–1019)              |
| Ouders                        | Frederik II van Lotharingen (986-1027) ∞ 9 Mathilde van Zwaben (ca. 965 - 995) | Frederik II van Lotharingen (986-1027) ∞ 9 Mathilde van Zwaben (ca. 965 - 995) | Frederik II van Lotharingen (986-1027) ∞ 9 Mathilde van Zwaben (ca. 965 - 995) | Frederik II van Lotharingen (986-1027) ∞ 9 Mathilde van Zwaben (ca. 965 - 995) | Frederik II van Lotharingen (986-1027) ∞ 9 Mathilde van Zwaben (ca. 965 - 995) | Frederik II van Lotharingen (986-1027) ∞ 9 Mathilde van Zwaben (ca. 965 - 995) | Frederik II van Lotharingen (986-1027) ∞ 9 Mathilde van Zwaben (ca. 965 - 995) | Frederik II van Lotharingen (986-1027) ∞ 9 Mathilde van Zwaben (ca. 965 - 995) |
| Sophia van Bar (1018-1093)    |                                                                                |                                                                                |                                                                                |                                                                                |                                                                                |                                                                                |                                                                                |                                                                                |